# Червинара
Червинара (итал. Cervinara) — город в Италии, располагается в регионе Кампания, в провинции Авеллино.
Население составляет 10 182 человека (на 2004 г.), плотность населения составляет 350 чел./км². Занимает площадь 29 км². Почтовый индекс — 83012. Телефонный код — 0824.
Покровителем коммуны почитается святой Януарий. Праздник ежегодно празднуется 19 сентября.